# Teresa Wrightová
Muriel Teresa Wrightová (27. října 1918 New York – 6. března 2005 New Haven) byla americká divadelní, filmová a televizní herečka.
Od roku 1938 působila v Henry Miller's Theatre na Broadwayi, v roce 1941 debutovala u filmu, vynikla jako představitelka inteligentních a emancipovaných žen. V roce 1942 získala Oscara za nejlepší ženský herecký výkon ve vedlejší roli. Byla také nominována na Oscara za hlavní roli ve filmu Pýcha Yankeeů a za vedlejší roli ve filmu Lištičky. Na Hollywoodském chodníku slávy má dvě hvězdy, jednu za filmovou a jednu za televizní práci. Jejími manželi byli spisovatelé Niven Busch a Robert Anderson, literatuře se věnuje také její dcera Mary-Kelly Buschová. Donald Spoto vydal její životopis pod názvem A Girl's Got To Breathe: The Life of Teresa Wright.

## Filmografie
- 1941: Lištičky
- 1942: Paní Miniverová
- 1942: Pýcha Yankeeů
- 1943: Ani stín podezření
- 1944: Casanova Brown
- 1946: Nejlepší léta našich životů
- 1947: Pursued
- 1947: The Imperfect Lady
- 1947: The Trouble with Women
- 1948: Okouzlení
- 1950: The Capture
- 1950: Muži
- 1952: Something to Live For
- 1952: California Conquest
- 1952: Ocelová past
- 1953: Count the Hours
- 1953: The Actress
- 1954: Track of the Cat
- 1956: The Search for Bridey Murphy
- 1957: Tony hledá Tokio
- 1958: The Restless Years
- 1969: Hail, Hero!
- 1969: Šťastný konec
- 1972: Crawlspace
- 1974: The Elevator
- 1977: Roseland
- 1980: Kdysi dávno
- 1987: The Fig Tree
- 1988: Být dobrou matkou
- 1993: The Red Coat
- 1997: Vyvolávač deště